# Marry the Night
"Marry the Night" é uma canção da artista musical estadunidense Lady Gaga, contida em seu segundo álbum de estúdio Born This Way (2011). Foi composta e produzida pela própria em conjunto com Fernando Garibay, e gravada no ônibus da turnê The Monster Ball Tour durante sua etapa europeia. A obra foi inspirada pela energia de uma faixa anterior da cantora, "Dance in the Dark" — a qual também foi produzida por Garibay —, e pelo amor da intérprete por sua cidade natal Nova Iorque, que lhe deu a coragem de rejeitar Hollywood. Gaga mencionou a faixa pela primeira vez no programa do radialista Ryan Seacrest On Air with Ryan Seacrest em fevereiro de 2011. A composição foi lançada seis dias antes do disco no jogo eletrônico FarmVille.
Originalmente, a canção serviria como a primeira faixa de trabalho de Born This Way, porém seu lançamento foi cancelado em favor da faixa-título. Posteriormente, chegou a ser cogitada como o terceiro foco de promoção do disco, sendo novamente descartada em favor de "The Edge of Glory". O número foi enviado para estações de rádio australianas em 17 de outubro de 2011, servindo como o quinto e último single do material, e foi posteriormente comercializado em CD single, download digital e vinil, e promovido em extended plays (EPs) digitais contendo diversos remixes. Em termos musicais, "Marry the Night" é uma canção derivada do dance-pop inspirada pelos gêneros electro rock e house. Apresenta sinos de igreja eletrônicos — os quais inspiraram Gaga a compor a faixa —, um som de órgão eletrônico, batidas techno e um breakdown influenciado pelo funk rock. Seu conteúdo lírico é um tributo ao amor da artista pela noite e por festas, servindo também como uma homenagem à Nova Iorque e referenciado seus dias de festas no centro musical da cidade supracitada.
"Marry the Night" foi recebida de forma geralmente positiva por críticos musicais, que elogiaram sua natureza dance grandiosa e eufórica. Alguns deles citaram-na como um dos destaques de Born This Way, e a compararam com trabalhos do produtor italiano Giorgio Moroder e do músico estadunidense de rock Bruce Springsteen. Em termos comerciais, a canção teve um desempenho mediano, registrando entrada em algumas tabelas musicais após o lançamento do disco. Listou-se nas trinta melhores posições em países como Alemanha, Áustria, Coreia do Sul, Hungria, Irlanda e Reino Unido, chegando ao cume da belga Ultratip. Nos Estados Unidos, culminou no periódico genérico Hot Dance Club Songs, atingindo como pico na Billboard Hot 10 29ª colocação, sendo o primeiro single da artista lançado no país a não entrar nos dez melhores postos da tabela supracitada.
O vídeo musical correspondente foi dirigido pela própria artista e filmado em outubro de 2011 na cidade de Nova Iorque. Lançado em 1º de dezembro do mesmo ano, o trabalho retrata a história de como ela foi contratada pela Interscope Records depois de ter sido demitida pela Def Jam Recordings, contendo cenas que ocorrem em uma clínica, em um estúdio de dança, no próprio apartamento de Gaga na sua cidade natal e no topo de um carro em um estacionamento. Ao longo do vídeo, ela veste roupas da Calvin Klein Collection, Yves Saint Laurent e Stéphane Rolland. Antes de seu lançamento, foram divulgadas imagens e prévias do trabalho, as quais foram recebidas positivamente. Resenhistas analisaram o projeto de forma predominantemente positiva, descrevendo-o como "criativo" e "ambicioso", enquanto elogiaram seu tema narrativo. Gaga interpretou "Marry the Night" em eventos como MTV Europe Music Awards de 2011 e Fórmula 1 da Índia, incluindo-a no repertório da turnê The Born This Way Ball (2012)-13. Ela também gravou uma versão acústica para seu especial de Dia de Ação de Graças A Very Gaga Thanksgiving.

## Antecedentes e lançamento
"É como Whitney, mas imagine se Bruce Springsteen tivesse um bebê com Whitney Houston. E foi isso! Fizemos um bebê. Finalmente. E depois de toda essa fornicação, miseravelmente longa e tediosa, Fernando e eu finalmente concebemos."

—Lady Gaga falando sobre "Marry the Night" para a MTV News.
Lady Gaga e Fernando Garibay compuseram "Marry the Night" durante a turnê The Monster Ball Tour, a qual também foi produzida por ambos. Sua primeira menção como faixa de Born This Way ocorreu em fevereiro de 2011 no programa do radialista Ryan Seacrest On Air with Ryan Seacrest, no qual a intérprete descreveu-a como uma de suas canções favoritas do disco. Gaga e Garibay haviam trabalhado em "Dance in the Dark" (2009), do terceiro extended play (EP) da artista The Fame Monster (2009). Antes de começar a trabalhar em "Marry the Night", Gaga ouviu "Dance in the Dark" e decidiu que queria "ultrapassar" a energia desta música em sua nova colaboração com Garibay: "Eu lembro de estar nos bastidores e ouvir o concerto começar, então eu saí e ouvi 'Dance in the Dark' iniciar o concerto, e eu queria superar esse sentimento. Queria superar esse momento que abre a turnê. Eu sou assim."
Querendo ter um novo estilo de música, Gaga deixou claro que não queria que a canção lembrasse seu trabalho anterior. Ela desejava escrever uma canção que poderia definir onde ela estava com Born This Way e a sua vida. Enquanto se apresentava na The Monster Ball Tour, Garibay começou a trabalhar na música da faixa. Após o término do show, a artista voltou para seu ônibus de estúdio e lhe perguntou sobre o progresso. Garibay, em seguida, explicou que havia inventado um tipo diferente de música para a obra e tocou para a cantora a música inspirada por sinos de igreja. Após ouvi-la pela primeira vez, a artista disse ter começado a chorar, percebendo a imensidão da música, e começou a escrever as letras de "Marry the Night". Em entrevista com a NME, Gaga explicou que a principal inspiração para a canção foi a cantora Whitney Houston e acrescentou: "Essa canção é sobre eu voltar para Nova Iorque. Escrevi isso sobre a coragem que levou me levou a dizer: 'Eu odeio Hollywood, eu só quero viver em Brooklyn e fazer música."
Inicialmente, "Marry the Night" serviria como o single inicial de Born This Way, mas seu lançamento foi cancelado em favor da faixa-título. Mais tarde, chegou a ser cogitada como a terceira faixa de trabalho, mas foi novamente descartada em favor de "The Edge of Glory". A primeira apresentação ao vivo da canção ocorreu no especial da The Monster Ball Tour no canal televisivo HBO, que foi ao ar em 6 de maio de 2011. Enquanto nos bastidores, ela cantou uma versão a cappella: "I'm gonna marry the night/ I won't give up on my life/ I'm a warrior queen/ Live passionately tonight." Durante a divulgação de Born This Way, Gaga lançou "Marry the Night" para o jogo virtual FarmVille em 17 de maio de 2011. A canção foi lançada em "GagaVille", uma subdivisão da FarmVille que a artista ajudou a projetar com a empresa de promoção de jogos Zynga. Quatro meses após o lançamento de Born This Way, "Marry the Night" foi confirmada como quinto single do álbum pela própria cantora. No entanto, a Interscope Records, gravadora da artista, declarou que, embora "Marry the Night" fosse certamente lançada como o quinto single internacionalmente, eles ainda estavam indecisos sobre qual música servirá em seu lugar nos Estados Unidos. Posteriormente, a empresa decidiu divulgar a faixa nas emissoras radiofônicas dos Estados Unidos no dia 15 de novembro. "Marry the Night" entrou oficialmente nas rádios australianas em 17 de outubro de 2011. Gaga confirmou o lançamento do single no Reino Unido para 21 de novembro, e inclui diferentes remixes a partir de versão original. No entanto, a data foi adiada para 11 de dezembro de 2011.
Em 17 de outubro de 2011, Gaga revelou a capa oficial de "Marry the Night" via TwitPic citando a letra da ponte da canção, "New York Is Not Just A Tan That You'll Never Lose" A imagem mostra a artista sentada em cima de um carro encharcado de chuva, enquanto outro veículo está em chamas ao fundo. Ela está usando um par de botas de couro, uma blusa top esculpida e shorts.

## Gravação e composição
"Marry the Night" foi originalmente gravada no estúdio dentro do ônibus de Gaga em 2010, mas depois foi processada numa sala de mixagem em Burbank, Califórnia por Dave Russell, com assistência de Paulo Pavao. Gaga descreveu a canção como uma "obra disco, explosiva e grande" e a gravou logo depois de completar as letras. De acordo com Garibay, Gaga meditou por alguns minutos e, em seguida, pediu-lhe para entregar um microfone de gravação a ela, completando o processo dentro de uma hora.
"Marry the Night" é uma canção dance-pop com influências de house e urban pop. A faixa começa com os sinos de igreja eletrônicos e Gaga suavemente canta: "I'm gonna marry the night/ I won't give up on my life/ I'm a warrior queen/ Live passionately tonight." Logo, a batida muda para um ritmo dançante, acompanhado com batidas techno, palmas e música funk, e vai até o refrão, no qual Gaga gagueja "Ma-ma-ma-marry/Ma-ma-ma-marry/Ma-ma-ma-marry the night". Foi comparada por Tim Jonze, do The Guardian, à canção de eurodance "It's My Life", de Dr. Alban, enquanto Nicola James, da MTV, a nivelou com o refrão de "Waiting for Tonight", de Jennifer Lopez.
O refrão é seguido por um funk-rock influenciado pelo breakdown, no qual Gaga canta: "Nothing's too cruel/To take me from you/New York is not just a tan that you'll never lose." De acordo com a partitura publicada no endereço Musicnotes.com pela Sony/ATV Music Publishing, "Marry the Night" está escrita no tempo de assinatura comum, com um andamento lento de 64 batidas por minuto. É composta na chave de dó maior, com alcance vocal de Gaga abrangendo desde G3 até E5. Segue uma sequência básica de Am–Dm/A–F/A–G como em sua progressão harmônica. Os sinos de igreja na canção foram feitos para comparar os fãs de Gaga ("Little Monsters") com membros de uma religião ou de um culto. As letras são sobre festas e causar estragos durante a noite e a canção serve como uma homenagem ao cenário musical do centro de Nova Iorque. Evan Sawdey, do PopMatters, descreveu as letras como um "lema de 'vamos tomar conta da noite'".

## Crítica  profissional

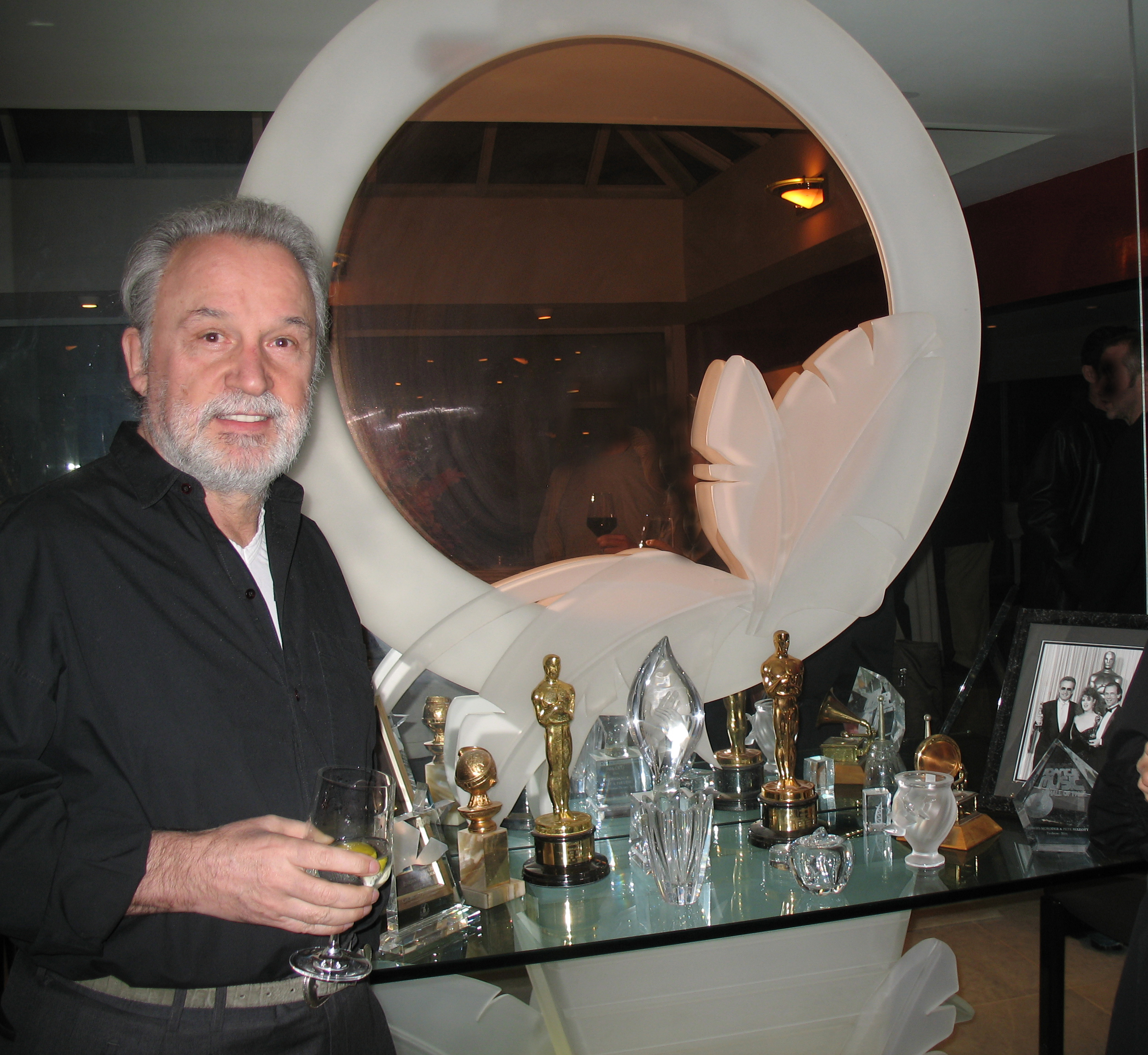
"Marry the Night" foi comparada a trabalhos do produtor musical italiano Giorgio Moroder, por alguns críticos.

"Marry the Night" recebeu análises, em sua maioria, positivas de críticos. Stephen Erlewine, do banco de dados musicais Allmusic, deu à canção uma revisão favorável, dizendo que ela "brilha com um pulso de neônio". Sal Cinquemani, da revista Slant, classificou "Marry the Night" como uma faixa de destaque do álbum e disse que é "uma sucessora digna de 'Dance in the Dark'". Mark Savage, crítico do BBC Music, classificou a canção como "perfeita". Christian Blauvelt, da Entertainment Weekly, a comparou com o trabalho do produtor italiano Giorgio Moroder. Caryn Ganz, da Spin, ficou impressionada com a música, a chamando de um "foguete incessante". Tim Jonze, do jornal britânico The Guardian, comparou o refrão da faixa com "It's My Life", de Dr Alban, e notou que era facilmente esquecida em comparação a algumas das canções dançantes no álbum. A Rolling Stone se impressionou com o fato de que "Marry the Night" parecia ficar "maior e maior" para si, enquanto listava o pop, o glam metal e artistas como Pat Benatar, Bonnie Tyler e Bon Jovi como influências para a obra.
Evan Sawdey, do portal PopMatters, deu à música uma crítica negativa, dizendo que "'Marry the Night' era uma cópia barata do trabalho da dupla Justice, adicionando uma ponte de platitudes otimista e uma secção totalmente inútil instrumental após os 3 minutos e 30 segundos, em sua última análise, acaba enfraquecendo o poder de seu "lema de 'vamos tomar conta da noite'". Kerri Mason, da Billboard, encontrou influências do rock gótico na canção, mas passou a chamá-la de um "pop extremamente disco e sem remorsos" que poderia ter sido uma faixa no álbum de estreia de Gaga, The Fame (2008). Neil McCormick, do The Daily Telegraph, fez uma analogia com o roqueiro "Meat Loaf se orientando para o disco" ao descrevê-la. Dan Martin, da NME, reparou que "Marry the Night", embora impressionante, era conservadora como uma canção de abertura de Born This Way. Ele ainda encontrou semelhanças com o trabalho de Moroder e influências do single de "Born to Run", de Bruce Springsteen.

## Vídeo musical

### Desenvolvimento

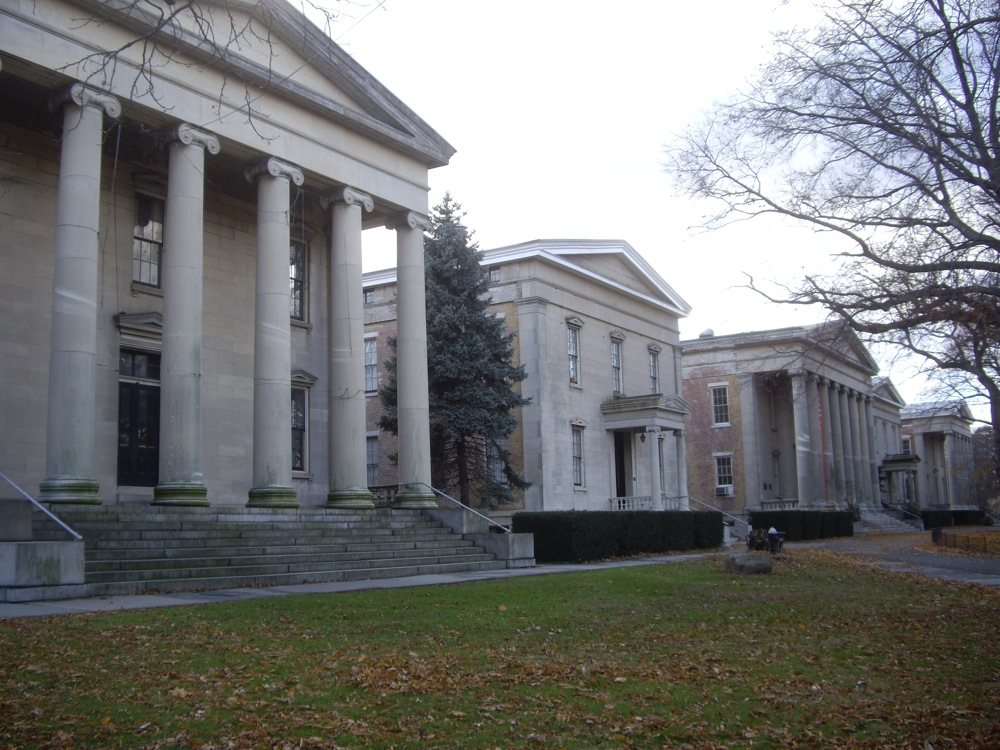
Partes do vídeo foram filmadas no Snug Harbor Cultural Center (imagem).

Gaga gravou o vídeo musical de "Marry the Night" em Staten Island e em Harlem, Nova Iorque de 10 a 13 de outubro de 2011. Em 17 de outubro, a artista anunciou através de seu perfil no Twitter, "Acabei de finalizar meu quinto vídeo, mal posso esperar para revelar todos os segredos e compartilhar com vocês momentos do meu passado eu ainda tenho que revelar" Falando sobre as filmagens da produção, Lynn Kelly, um diretor executivo do Snug Harbor Cultural Center, onde o vídeo foi estabelecido disse:
| “ | Achamos ela e sua equipe ser fácil de trabalhar e moderada. Acho que teríamos esperado um monte de drama, e a verdade é que ela é provavelmente a pessoa mais realista. Foi cativante. Ela foi amigável e gentil. [...] Eu acho que, para nós, estamos tão animados para ter alguém do seu talento, e ter alguém assim que filme aqui é uma grande honra. O que sua música faz para a música é muito mais do que entretenimento. É conectar para as artes num nível muito mais profundo, e é isso que espero que possamos fazer aqui. | ” |

Em 11 de outubro de 2011, várias publicações anunciaram que a cantora foi vista durante o processo videográfico em Snug Harbor Cultural Center. Ela estava usando um macacão de pele de carneiro com duplo zíper feito sob medida pelo designer novaiorquino, Asher Levine afirmou que era para cooperar com o tema "sujo" e "sangrento" do vídeo e com a "homenagem ao centro refinado de Nova Iorque." Dançarinos e figurantes foram vistos com vários figurinos: alguns como bailarinos e outros em estampa de leopardo enquanto a mãe de Gaga também foi vista no palco. Mais tarde, outras fotos das filmagens foram publicadas em vários portais e elas mostraram Gaga com batom azul e um romper de couro com vários dançarinos, em um vestido de manga comprida vermelha com ombreiras, um disco de metal como chapéu  e um chapelão preto. Um vídeo da obra foi postado na internet em 14 de outubro de 2011. Nesta postagem Gaga é vista dançando no teto de um carro, enquanto ela canta a ponte da canção. Em seguida, a cantora desce do automóvel e começa a correr ao redor do capô quando o refrão começa. Durante uma entrevista a NDTV em 31 de outubro, a artista revelou que dirigiu a produção. Ela também trabalhou com o diretor de fotografia Darius Khondji e o diretor artístico Gideon Ponte.

### Lançamento
Em 11 de novembro de 2011, Gaga postou em seu Twitter que o vídeo seria mais longo de sua carreira, também dizendo que era "o começo de uma história que ainda não contei". A cantora ainda divulgou uma imagem em seu microblogging, que a mostra sendo levada em uma maca por duas enfermeiras num corredor. A publicação foi acompanhada pela mensagem "Não é que tenha sido desonesta, é que eu detesto a realidade." James Montgomery da MTV News comparou a cena da imagem com o filme de drama One Flew Over the Cuckoo's Nest (1975) e o filme de terror The Shining (1980). Gaga lançou um trecho da sequência de abertura do vídeo em 17 de novembro, após sua performance no evento beneficente Children In Need Rocks Manchester da emissora televisava BBC. A produção foi chamada de The Prelude Pathétique e mostrou Gaga com os cabelos escuros deitada imóvel em um hospital, bem como um monólogo interior.
Em 20 de novembro, a intérprete foi ao talk show britânico Alan Carr: Chatty Man e explicou o significado por trás do vídeo de "Marry the Night": "Eu sei como é ser rejeitado no ramo musical. Eu assinei, fracassei, e assinei novamente. O vídeo é realmente sobre isso. É sobre um dos dias mais horríveis da minha vida quando eu comecei a fracassar com a minha primeira gravadora e é a história do que aconteceu naquele dia." A segunda prévia da gravação, filmada em um estúdio de dança, estreou em 25 de novembro. A cantora disse à revista Vanity Fair que o vídeo é "autobiográfico" e ilustra "o pior dia da minha vida." A versão completa estreou em 1° de dezembro de 2011 no E! Online. No entanto, a produção apareceu na internet várias horas antes de seu lançamento oficial. Gaga usou o Twitter para expressar insatisfação com o vazamento do vídeo, dizendo que era "como um absorvente geriátrico." Porém, ela acrescentou: "Embora eu aprecie realmente que meus fãs estejam pirando." O vídeo tem 13 minutos de duração, porém foi cortado em várias emissoras de televisão musicais, como a MTV, para se ajustar ao tempo da programação.

### Sinopse

O figurino de Gaga nesta cena do vídeo musical foi comparado com o de Madonna no filme Desperately Seeking Susan.

A história autobiográfica começa com uma Gaga morena sendo levada numa maca em uma clínica, enquanto um monólogo interior sobre suas lembranças do passado é ouvido. As enfermeiras usam uniformes de Calvin Klein e calçados de Yves Saint Laurent. Uma profissional de saúde desperta a cantora e verifica seu batimento cardíaco e pressão arterial. A artista começa a chorar e diz à enfermeira que ela vai se tornar uma estrela. Ela pede à enfermeira para tocar uma música e a câmera se afasta para mostrar várias pacientes mulheres sendo tratadas e vagando no hospital. A nova cena mostra a cantora praticando balé a uma melodia de piano, e a seguir apresenta a intérprete sendo levada de volta para seu próprio apartamento de Nova Iorque por sua melhor amiga Bo. Gaga despe-se de uma roupa desenhada por Stéphane Rolland e levada a sua cama, mas é interrompida por um telefonema. A chamada notifica a artista que está demitida de sua primeira gravadora, Def Jam. Legendas em francês são mostradas durante esta breve sequência. Frustrada, ela começa a bagunçar seu apartamento e despeja cereais matinais sobre seu corpo. A melodia de piano termina e a cantora é visto pintando seu cabelo e tomando banho em uma banheira, cantarolando "Marry the Night". O monólogo continua com Gaga dizendo: "Mas eu ainda tinha meu BeDazzler e eu tinha vários retalhos, com aqueles brilhantes da M&J Trimming, então eu rasguei algumas calças velhas de brim. E eu fiz o que toda garota faria—Fiz tudo de novo." De acordo com Jocelyn Vena da MTV News, ela se assemelha à artista de música pop Madonna no filme Desperately Seeking Susan.
O vídeo muda para uma cena noturna em um telhado de um estacionamento, onde metade do corpo Gaga está no interior de um carro, enquanto suas pernas sobressaem da janela. Ela tem cabelos loiros neste momento e usa uma roupa de couro preto. A artista consegue colocar seu corpo inteiro dentro do veículo e em seguida, beija e insere uma fita cassete de "Marry the Night" no reprodutor de áudio. A música começa a tocar enquanto ela passa batom e fuma um cigarro no banco do motorista. Quando o refrão começa, um carro em segundo pano explode em chamas. A cantora sai do automóvel e começa a dançar. Ela se afasta, quando segundo verso inicia. Num novo cenário de estúdio de dança, Gaga entra com seus bailarinos, tira seus anéis e brincos e depois aquece-se. O refrão é executado novamente e a intérprete realiza uma coreografia intrincada com sua equipe. Durante a ponte da faixa, a cantora e seus dançarinos fazem uma pausa e se aquecem para executar uma outra coreografia. Imagens do estacionamento intercalam-se com cenas do estúdio. Também é caracterizado um quadro da cantora em sua banheira. O refrão é reproduzido pela última vez e os dançarinos de Gaga dançam a mesma coregrafia novamente. Uma bailarina cai, mas a cantora a ajuda a levantar. Durante a repartição final da obra, a intérprete e sua equipe dançam numa rua intercalando com outras cenas dela causando caos em diversos locais. Ela entra em um carro e revela "Interscope Records, Hollywood, Califórnia; 16:00" escrito sobre a palma de sua mão. A última cena mostra Gaga em costura e rodeada por chamas.

### Recepção
"É um resumo sucinto da estética de Gaga, mas o vídeo em si é um grandiosamente épico, com a canção precedida por vários minutos insolentes, conjunto artístico de psico-drama em uma clínica de saúde mental. Há balé, nudez, moda do futuro, diálogo em francês, carros em chamas, um pouco de choro, e lotes e lotes de dança. Mesmo comparando a outros vídeos épicos da artista, este parece particularmente louco e ambicioso."

—Matthew Perpetua, da revista Rolling Stone, falando sobre o vídeo de "Marry the Night".
Jason Lipshutz, da Billboard, comentou que o vídeo "apresenta a estrela pop em sua maioria gloriosamente provocativa, com sequências de dança prolongada, explosões, cenas de nudez, e um violento ataque contra uma caixa de cereais." Gin Sepre, do E! Online, nivelou a produção com o livro Girl, Interrupted observando que "autobiografia com partes iguais e puro espetáculo, realmente agrada a todos." Sepre também elogiou o fato de que a produção é "certamente não prejudica uma falta de criatividade" mostrando cenas "um pouco mais simples, [e] muito menos metafóricas". Jocelyn Vena, da MTV, opinou que "com referências a tudo, desde Fame e Black Swan' a The Bell Jar, o vídeo olha abrangente a psique de Gaga". Eleanor Gower, de Daily Mail, sentiu que a produção foi "não menos espectacular do que os últimos trabalhos da artista." Gilly Ferguson, do The Daily Mirror, notou que o roteiro "ainda tem o fator de choque — ela está nua para começo de conversa."  Tim Nixon, do The Sun, disse Gaga "chocou em [seu] vídeo mais ilustrativo até hoje." Sarah Anne Hughes, do The Washington Post, comentou que a produção "é ligeiramente insegura pra o trabalho por causa de uma única palavra e alguma pele censurada."
Michael Cragg, do The Guardian, fez uma resenha positiva ao vídeo e escreveu: "Super estrelas estão no auge quando estão simultaneamente conscientes e inconscientes de seu próprio ridículo e é isso que Marry the Night oferece a Lady Gaga." Kathryn Kattalia, do Daily News, em comparou a artista com Madonna em várias imagens da produção. Kattalia elogiou a dança durante o trablho, descrevendo-a como "a melhor de Gaga". No entanto, ela criticou as cenas de nudez observando: "O resto do vídeo é bastante inofensivo pelos padrões de Gaga." Camille Mann, da CBS News, descreveu a produção como um "curto filme vanguardistas" e notou que a intérprete estava "empurrando seus limites." Leah Collins, de Dose, em nivelou os sapatos salto alto de Gaga com os designs de Christian Louboutin. Ela ainda comparou o set do vídeo a capa de Born This Way e o chamou de uma "recreação muito elegante do livro Girl, Interrupted." Um escritor da CNN comentou: "Lady Gaga é conhecida por criar mini-filmes evocativos para fornecer os recursos visuais de seus singles, e 'Marry the Night' não é diferente." Descrevendo o vídeo como "áspero" e "enigmático", Liz Raftery da revista People disse que "certamente vai deixar os fãs falando, ou senão coçando suas cabeças." Um editor da ABC News elogiou a "interessante perspectiva de Gaga no vídeo" Priya Elan, da NME, falou que a cantora soa como "uma Carrie Bradshaw lobotomizada" durante a introdução. Ele também comentou: "É definitivamente uma melhoria em relação a 'Judas', mas poderia talvez encurtá-lo?"

## Apresentações ao vivo

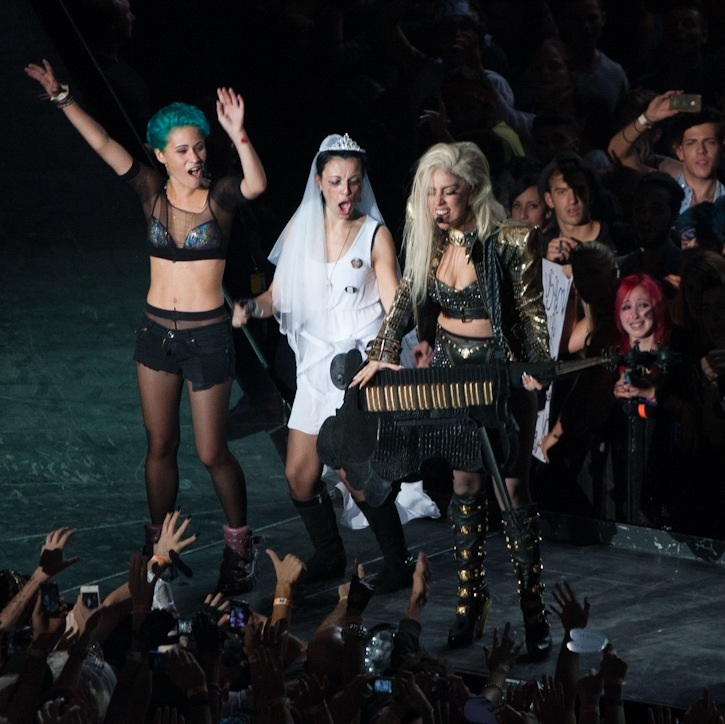
Gaga apresentando "Marry the Night" com membros da platéia durante a The Born This Way Ball (2012–13), em Milão, Itália.

Em 31 de outubro de 2011, Gaga apresentou "Marry the Night" na Índia durante a pós-festa da Fórmula 1 em Greater Noida. Ela sentou-se a um piano e tocou uma versão lenta da música, acompanhado por um sitar. Nos Europe Music Awards de 2011, premiação europeia exibida pela emissora MTV, Gaga deu sua primeira interpretação televisionada da faixa, a cantora estava deitada sob uma réplica semi-circular da lua usando um disco de metal como chapéu. Vestindo um biquíni e um grande disco vermelho em volta de seu corpo, Gaga estava empoleirada no topo da reprodução do planeta secundário, que estava coberto de correntes de prata, enquanto chamas explodiam ao fundo do palco. No final da performance, a artista removeu o disco de seu rosto e executou a coreografia da composição com seus dançarinos de fundo. Ela também interpretou a música em 10 de novembro na cerimônia Bambi Awards de 2011, em Wiesbaden, na Alemanha. O palco incluiu um conversível vintage com um teclado embutido na lateral da porta do carro.
Gaga apareceu na oitava temporada do reality show britânico The X Factor em 13 de novembro, para divulgar "Marry the Night". Enquanto cantava a faixa, a artista emergiu de um confessionário carregando um boneco decapitado sob sua própria cabeça. Ela interpretou a maior parte da canção antes de retornar à cabine e reapareceu vestindo um collant e executou o resto da composição e a coreografia com seus bailarinos. No evento beneficente Children in Need Rocks Manchester realizado em 17 de novembro, a obra foi apresentada, como a última música de seu repertório, juntamente com "Born This Way" e "The Edge of Glory". A performance foi rápida e incluiu uma rotina de dança feita pela artista e seus dançarinos. No programa de comédia britânico, Alan Carr: Chatty Man, Gaga fez versão de piano da música, enquanto usava um vestido rosa e um grande laço sobre sua cabeça.
No seu próprio especial transmitido pela ABC, A Very Gaga Thanksgiving, a cantora realizou uma versão acústica de "Marry the Night". Seu visual, consistiu em um vestido preto com luvas, sendo comparado por James Dinh da MTV News a atriz Audrey Hepburn. A performance foi filmada no alto de uma varanda, com Gaga fazendo poses enquanto segura o microfone. Na cerimônia da CBS intitulada The Grammy Nominations Concert Live! — Countdown to Music's Biggest Night, onde as nomeações para os Grammy Awards de 2012 foram reveladas, a intérprete abriu o evento com "Marry the Night", usando uma fantasia de zumbi. Todd Martens do Los Angeles Times descreveu a divulgação como um "encontro misturado de dance music com hair metal", comparando a coreografia a do vídeo musical de "Thriller" de Michael Jackson, elogiando também a capacidade vocal de Gaga. No festival musical Jingle Ball em Los Angeles, a intérprete cantou a música imitando o vídeo da faixa utilizando um cenário de hospital. A cantora divulgou a composição no Z100's Jingle Ball no Madison Square Garden. Em 9 de dezembro de 2011, ela cantou a música no talk-show estadunidense The Ellen DeGeneres Show Gaga também cantou "Marry the Night" no 2011 Music Station Super Live no Japão e ela realizou um mistura de "Heavy Metal Lover/Marry the Night/Born This Way" no Dick Clark's New Year's Rockin' Eve With Ryan Seacrest em 31 de dezembro de 2011. Também foi incluída no repertório da The Born This Way Ball (2012–13) como o segundo e último tema do bis.

## Faixas e formatos
"Marry the Night" foi lançada foi lançada através de download digital contendo apenas o single como faixa com uma duração máxima de quatro minutos e vinte e cinco segundos. Na Alemanha e no Reino Unido a canção foi comercializada em formato físico. Posteriormente foi comercializando nas lojas virtuais um conjunto de dez remixes da obra.
| Download digital |                   |         |  |
| N.º              | Título            | Duração |  |
| 1.               | "Marry the Night" | 4:25    |  |

| CD single da Alemanha |                                                   |         |  |
| N.º                   | Título                                            | Duração |  |
| 1.                    | "Marry the Night"                                 | 4:25    |  |
| 2.                    | "Marry the Night" (David Jost & Twin Radio Remix) | 3:31    |  |

| Disco de vinil do Reino Unido |                                                              |         |  |
| N.º                           | Título                                                       | Duração |  |
| 1.                            | "Marry the Night" (The Weeknd & Illangelo Remix)             | 4:12    |  |
| 2.                            | "Marry the Night" (Totally Enormous Extinct Dinosaurs Remix) | 5:52    |  |

| Download digital de remixes |                                                     |         |  |
| N.º                         | Título                                              | Duração |  |
| 1.                          | "Marry the Night" (Zedd Remix)                      | 6:14    |  |
| 2.                          | "Marry the Night" (Sander Van Doorn Remix)          | 5:38    |  |
| 3.                          | "Marry the Night" (Afrojack Remix)                  | 9:18    |  |
| 4.                          | "Marry the Night" (John Dahlback Remix)             | 5:19    |  |
| 5.                          | "Marry the Night" (Sidney Samson Remix)             | 4:44    |  |
| 6.                          | "Marry the Night" (R3hab Remix)                     | 4:54    |  |
| 7.                          | "Marry the Night" (Lazy Rich Remix)                 | 5:43    |  |
| 8.                          | "Marry the Night" (Dimitri Vegas & Like Mike Remix) | 5:58    |  |
| 9.                          | "Marry the Night" (Quintino Remix)                  | 5:52    |  |
| 10.                         | "Marry the Night" (Danny Verde Remix)               | 7:45    |  |

## Regravações

### Regravação de Kylie Minogue
Em maio de 2021, foi anunciado que o disco Born This Way de Lady Gaga receberia um relançamento, chamado de Born This Way The Tenth Anniversary. O relançamento consistiria de dois discos: o primeiro contendo as faixas regulares da versão original, já o outro, novas versões de algumas das faixas reimaginadas por artistas LGBTQIA+ e aliados à comunidade. Essas faixas foram sendo lançadas como singles, tendo início com "Judas", pela artista Big Freedia e, em seguida, "Born This Way (The Country Road Version)", por Orville Peck.
Seguindo o lançamento dos singles do Born This Way The Tenth Anniversary, Lady Gaga brincou em seu perfil do Twitter com a cantora Kylie Minogue, provocando os fãs. Pouco depois, foi confirmado que a cantora havia sido convidada para fazer parte do projeto Born This Way Reimagined, criando uma nova versão para "Marry The Night". A versão tem a sonoridade típica da artista, que repaginou "Marry The Night" como uma faixa de disco pop. Para a Rolling Stone, o cover de Minogue "É uma versão imediatamente contagiante, que deve se provar conteúdo para inúmeros remixes." Kylie Minogue é uma conhecida aliada da comunidade LGBTQIA+ e considerada um dos maiores ícones gays das últimas décadas.

## Créditos
- Lady Gaga - Compositora, produtora e vocais de apoio
- Fernando Garibay - Compositor, produtor, arranjador e teclado
- Bill Malina - Engenheiro musical
- Dave Russell - Gravação, mistura
- DJ White Shadow - Programação de bateria
- Gene Grimaldi - Masterização
- Eric Morris — Assistente
- Paul Pavao — Assistente

Créditos adaptados do encarte do álbum Born This Way.

## Desempenho nas tabelas musicais
Após o lançamento de Born This Way, em 23 de maio de 2011, "Marry the Night" estreou na 57ª posição da tabela musical Billboard Digital Songs nos Estados Unidos com vendas de 35 mil downloads digitais, permitindo-lhe entrar na Billboard Hot 100 no 79° lugar. De acordo com Nielsen SoundScan, "Marry the Night" vendeu 75 mil downloads digitais. Na edição de 3 de dezembro de 2011, reentrou na 97ª colocação. e alcançou a 29ª como pico. Sendo certificada como disco de ouro pela Recording Industry Association of America (RIAA). No mesmo dia, a composição também estreou no número 18 na Pop Songs. No Canadá, entrou no número 91 da lista Canadian Hot 100, enquanto obteve a quinquagésima colocação da Canadian Digital Songs. Reentrando seis meses depois na vigésima nona ocupação, alcançando a seguir décima primeira.
Situou-se nos quadragésimo e 1° empregos na das regiões belgas Valônia e Flandres, respectivamente. Desempenhando-se também na décima sexta posição na britânica UK Singles Chart. Na Irlanda, a composição debutou no trigésimo quarto posto do periódico Irish Recorded Music Association em 18 de novembro, e alcançou um pico de 24 em sua semana seguinte. Estreou no número 88 na parada  australiana ARIA Charts. No território escocês a música listou-se na oitava colocação. Alcançou os 17º e 13º lugares nas listagens alemã e austríaca Media Control Charts e Ö3 Austria Top 40, respectivamente.
| Tabela musical (2011-12)                               | Melhor posição |
| ------------------------------------------------------ | -------------- |
| Alemanha - Media Control Charts                        | 17             |
| Austrália - ARIA Charts                                | 80             |
| Áustria - Ö3 Austria Top 40                            | 13             |
| Bélgica - Ultratip (Flandres)                          | 1              |
| Bélgica - Ultratop 40 (Valônia)                        | 38             |
| Brasil - Billboard Brasil Hot 100                      | 34             |
| Canadá - Canadian Hot 100                              | 11             |
| Coreia do Sul - Gaon Music Chart                       | 11             |
| Escócia - The Official Charts Company                  | 8              |
| Eslováquia - IFPI Slovenská Republika                  | 7              |
| Estados Unidos - Billboard Hot 100                     | 29             |
| Estados Unidos - Hot Dance Club Songs                  | 1              |
| Estados Unidos - Pop Songs                             | 14             |
| Finlândia - IFPI Finlândia                             | 28             |
| França - Syndicat National de l'Édition Phonographique | 50             |
| Hungria - Magyar Hanglemezkiadók Szövetsége            | 9              |
| Irlanda - Irish Recorded Music Association             | 24             |
| Japão - Japan Hot 100                                  | 51             |
| Reino Unido - UK Singles Chart                         | 16             |
| Chéquia - IFPI Česká Republika                         | 37             |
| Suíça - Schweizer Hitparade                            | 34             |

| País                  | Certificação |
| --------------------- | ------------ |
| Estados Unidos - RIAA | Ouro         |

| Tabela musical (2011)                 | Posição |
| ------------------------------------- | ------- |
| Reino Unido - UK Singles Chart        | 161     |
| Tabela musical (2012)                 | Posição |
| Estados Unidos - Hot Dance Club Songs | 47      |

## Histórico de lançamento
"Marry the Night" foi lançada nas rádios australianas em 17 de outubro de 2011 e nas estadunidenses em 15 de novembro. O single também foi distribuído fisicamente na Alemanha em 2 de dezembro e digitalmente no Reino Unido em 11 de dezembro.
| País           | Data                   | Formato                             | Gravadora          |
| -------------- | ---------------------- | ----------------------------------- | ------------------ |
| Austrália      | 17 de outubro de 2011  | Rádios Contemporary Hit, Nights     | Interscope Records |
| Estados Unidos | 15 de novembro de 2011 | Rádios Top 40/Mainstream e Rhythmic | Interscope Records |
| Alemanha       | 2 de dezembro de 2011  | CD single                           | Interscope Records |
| Reino Unido    | 5 de dezembro de 2011  | Disco de vinil                      | Interscope Records |
| Estados Unidos | 11 de dezembro de 2011 | Download digital                    | Interscope Records |